# Egira leucomelas
Egira leucomelas là một loài bướm đêm trong họ Noctuidae.